# クーチ橋の戦い
クーチ橋の戦い（英: Battle of Cooch's Bridge、またはアイアンヒルの戦い、英: Battle of Iron Hill）は、アメリカ独立戦争中の1777年9月3日に、アメリカ側民兵隊と、イギリス軍に従軍していた主にドイツ人傭兵部隊との間に行われた小戦闘である。これはアメリカ独立戦争中の現在のデラウェア州で戦われた唯一の戦闘であり、フィラデルフィア方面作戦の中で最も重要な戦いであるブランディワインの戦いの1週間前に起こった。
ウィリアム・ハウ将軍が全体を指揮するイギリスとドイツの連合軍は8月25日にメリーランドに上陸した後、大陸会議が置かれていたフィラデルフィアを占領するために北に動き始めた。その動きをデラウェアのニューアークに近いクーチ橋を本拠地にしていた大陸軍の軽歩兵部隊と民兵隊が監視していた。9月3日、イギリス軍の前衛を務めていたドイツ兵部隊がクーチ橋に向かう道路の両側にある森の中から大陸軍軽歩兵の銃撃を受けた。ドイツ兵部隊は援軍を求めながら、大陸軍を追いたて、橋の向こうまで追い返した。

## 背景
イギリス軍は1776年にニューヨーク市を占領することに成功した後、アメリカ13植民地を分断し、アメリカの反乱を決定的に終わらせることを期待して、2つの遠征部隊を組織した。1つの遠征部隊は遠くケベックから南に下ってハドソン川の支配を目指し、もう1つの遠征部隊は13植民地の首都とみなされるフィラデルフィアを標的にしていた。フィラデルフィアを目指したウィリアム・ハウ中将は約18,000名（および約5,000名の支援部隊）を1777年7月下旬に輸送船に乗せ、ニューヨーク市からチェサピーク湾に向かった。ジョージ・ワシントン将軍の大陸軍は、ハウの標的が南にあることがはっきりするまでニューヨーク市近くに留まっていた。ハウ軍がチェサピーク湾からフィラデルフィアに向けて移動していることがはっきりすると、ワシントンは8月下旬に約16,000名の軍隊を移動させ、フィラデルフィアを抜けてデラウェアのウィルミントンに宿営地を設営した。ワシントンは8月26日に南と西の偵察を行い、イギリス軍が上陸したことを知った。
8月25日、ハウ軍はヘッド・オブ・エルクと呼ばれる小さな町（現在のエルクトン）の下流で船を降りた。そこはフィラデルフィから南に約50マイル (80 km)、メリーランドのエルク川の航行可能な最上流点だった。上陸点はあまり望ましい地形ではなかったので、ハウ軍は即座に北に動き、8月28日にヘッド・オブ・エルクそのものに到着した。イギリス軍軽歩兵とドイツ人猟兵で構成される前衛部隊はエルク川を渉って東に動き、アイアンヒルの西約1マイル (1.6 km) にあるグレイヒルを占領した。そこはニューアークの南数マイルにあるクーチ橋に近かった。この橋はその家が近くにある地元の土地所有者トマス・クーチに因んで名付けられていた。
ワシントンはダニエル・モーガンとそのライフル銃部隊に前衛任務を宛てるのが通常だったが、このときは北から進行してきているジョン・バーゴインのイギリス軍に対抗してハドソン川を守るホレイショ・ゲイツ軍を支援させるためにモーガン隊を派遣していた。ワシントンは大陸軍の連隊の中から選別した700名と、ペンシルベニアおよびデラウェアの民兵約1,000名からなる軽歩兵部隊を組織し、ウィリアム・マクスウェル准将の指揮下に置いた。この部隊がアイアンヒルとクーチ橋を占領し、マクスウェルはイギリス軍の動きを監視するために偵察隊を送り出した。マクスウェル隊の兵士はクーチ橋から南のエイケン酒場（現在のデラウェア州グラスゴー）に通じる道路の両側で待ち伏せできるよう一連の小さな宿営地を張った。8月28日、ワシントンはアイアンヒルに居り、一方ハウはグレイヒルにあって、敵軍の配置を評価しながら互いを観察しあった。ドイツ人将軍の一人は「あちらの紳士達は双眼鏡で注意深く我々を観察し、我々も彼らを観察した。ワシントンを良く知っている我が軍の士官が無地の上着を着た男がワシントンだと言った」と記していた。
9月2日、ハウ軍の右翼、ドイツ人ヴィルヘルム・フォン・クニプハウゼン将軍の指揮する部隊がメリーランドのセシル郡庁舎を出発して北に向かい、雨と悪路に悩まされていた。翌朝早く、ハウ軍の左翼、チャールズ・コーンウォリス将軍の指揮する部隊が先頭でヘッド・オブ・エルクを出発し、そこから約5マイル (8 km) 東のエイケン酒場でクニプハウゼンの師団と合流することを目指した。コーンウォリス隊が先に酒場に到着し、これに同行していたハウはクニプハウゼン隊を待たずに北へ押し出すことに決めた。

## 戦闘

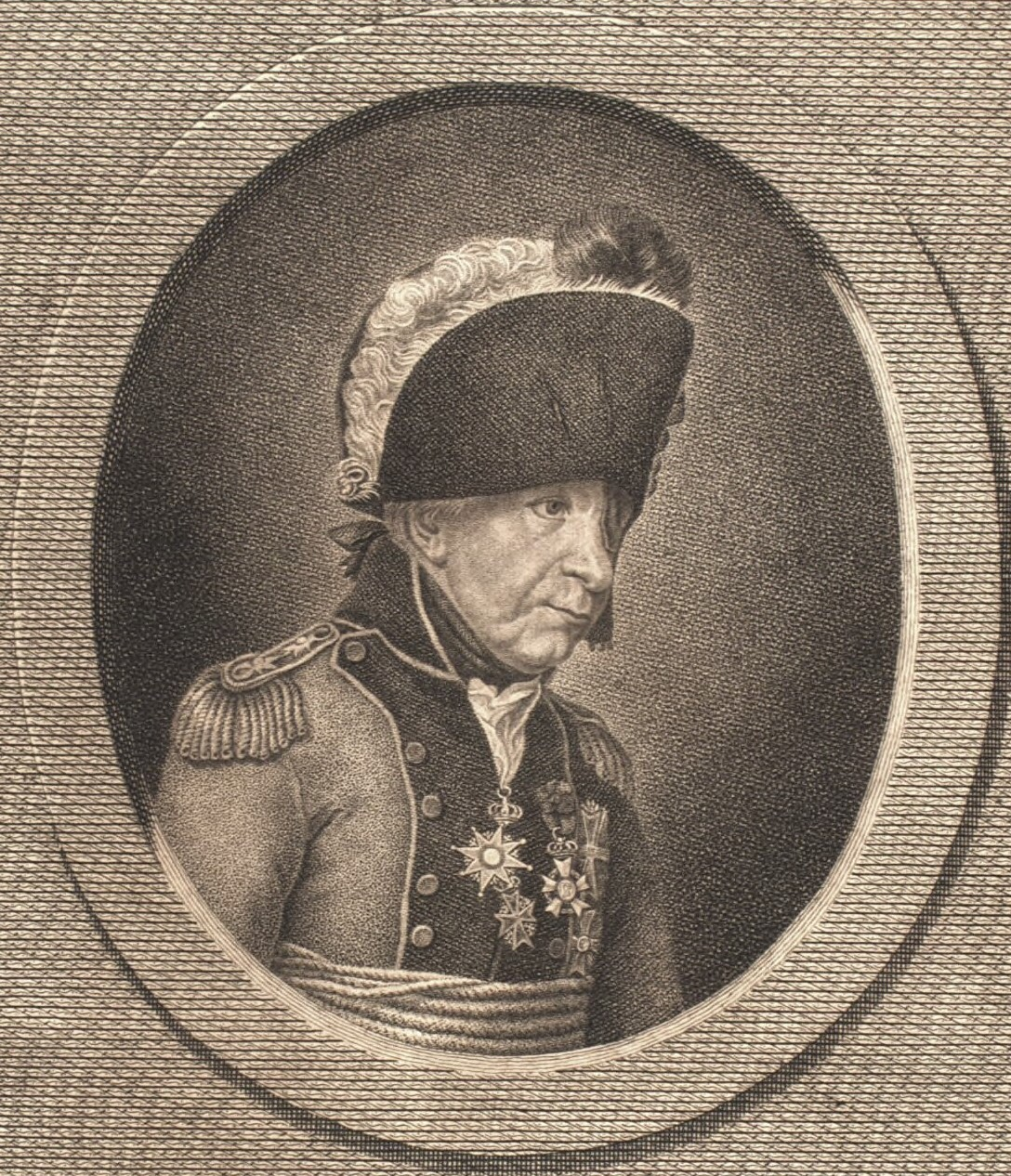
ドイツ人傭兵部隊のヨハン・エヴァルト大尉

ヨハン・エヴァルト大尉が率いるドイツ竜騎兵の小さな中隊が、コーンウォリス隊の前衛として酒場からクーチ橋に向かう道路を進んだ。このとき大陸軍待ち伏せ部隊の一斉射撃に遭い、戦死あるいは負傷して多くの兵士が倒れた。エヴァルトは無事であり、即座にアンスバッハの猟兵に警報を送り、この猟兵が突進して大陸軍兵に対抗した。このために走りながらの小競り合いが始まった。イギリス軍のジョン・アンドレ少佐はこの時のことを「反乱軍兵は9時頃に我が軍への攻撃を始め、2マイル (3 km) 近くも不規則な発砲を続けた」と記している。ルードビヒ・ヴォン・ブルム中佐が指揮する約300名の猟兵隊は戦列を敷き、砲兵の支援を得て大陸軍に向かって進軍した。ヴォン・ブルムはマクスウェル隊の側面を衝くためにその左翼に分遣隊を派遣し、その動きを大陸軍中央に対する銃剣突撃で支援した。マクスウェル隊は側面を攻められないように後退し、退却するに連れて走りながらの散開戦となった。この戦闘はほぼ1日続き、クーチ橋でマクスウェル隊が抵抗したが、最後は「弾薬が尽き」、「剣と銃剣を使って行われた」（大陸軍民兵は銃剣の使い方には慣れていなかった）。大陸軍は最終的にクーチ橋を越えて後退し、対岸遠くに陣を布いた。フォン・ブルムとその猟兵隊はクーチ橋で追撃を止め、アイアンヒルを占領した。マクスウェル隊の側面を衝くためにクリスティーナ川を越えて派遣されていたイギリス軍軽歩兵大隊が湿地の中で動けなくなっていたが、大陸軍をその陣地から追い出すにはなんとか間に合った。大陸軍民兵隊はウィルミントン近くの大陸軍本隊宿営地に向けて撤退した。
イギリス軍の損失に関する報告書は戦死3名、負傷20名というものから、戦死30名、負傷30名というものまで幅がある。イギリス軍脱走兵の1人が負傷兵を乗せた荷車9両がイギリス艦隊の方に後送されたと報告していた。大陸軍の損失は戦死20名、負傷20名とされていた。ワシントンが大陸会議に宛てた手紙では、損失が「それほど大したこともない」とされていた。しかし、イギリス軍は大陸軍兵41名の遺体を埋葬したと報告しており、ハウの公式報告書では「50名以上が戦死し、それ以上の者が負傷した」としていた。マクスウェル将軍はワシントンの多くの部下からその統率力を批判された。プロイセンから大陸軍に加わっていた士官の一人はヘンリー・ローレンスに宛てたマクスウェルに関するコメントとして、「貴軍の軍人は大変優秀であり、世界でも類を見ないくらい勇敢だが、貴方の士官達は、うん、貴方の士官達は...」と記していた。

## 戦いの後

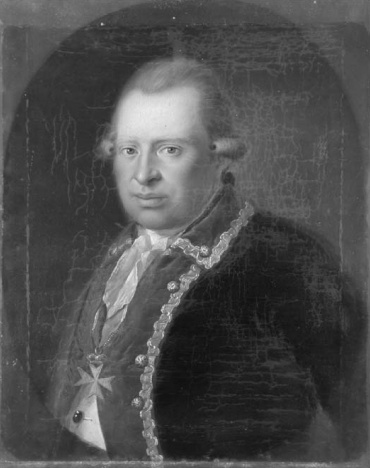
ルードビヒ・ヴォン・ブルム中佐、1788年の肖像画

この戦闘は独立戦争の中で唯一デラウェア州で行われたものである。コーンウォリス将軍の前衛隊がクーチ橋を占領し、コーンウォリス将軍自身はトマス・クーチの家を接収した。イギリス軍はフィラデルフィアに向けた前進を続け、9月11日にブランディワインの戦いで両軍は激突した。この戦闘に勝利したイギリス軍にはフィラデルフィア入城への道が開け、9月26日に占領した。しかしこの成功はハドソン川に向かった遠征隊の失敗で相殺された。バーゴイン将軍は1777年10月のサラトガの戦い後にその軍隊と共に降伏した。バーゴイン軍降伏の報せは戦争そのものを変えた。その結果（およびフィラデルフィア占領後に起こったジャーマンタウンの戦い）は1778年にフランスがアメリカとの同盟で参戦を決断する重要な要因になった。

## 遺産
クーチ橋の戦場跡はクーチ橋歴史地区として保存されており、アメリカ合衆国国家歴史登録財に指定されている。2003年、クーチ家は戦場跡に入っている私有地200エーカー (800,000 m²) を開発権と共に州に売却した。この資産を修復し維持するための費用として150万ドルの基金も設立し、トマス・クーチの家を第一先買権付きで州が買い上げることを認めた。この家は現在クーチ家の所有になっている。
2007年、この戦闘から230年が経過したことを記念して、再生されたバージニア第2連隊員による戦闘の再現が行われた。